# إيرفينغ بن كوبر
إيرفينغ بن كوبر (بالإنجليزية: Irving Ben Cooper)‏ (و. 1902 – 1996 م)هو محامي، وقاضي من الولايات المتحدة الأمريكية .

## التعليم
تعلم في جامعة واشنطن في سانت لويس.